# Silken Laumann
Silken Suzette Laumann (* 14. November 1964 in Mississauga, Ontario) ist eine ehemalige kanadische Rudersportlerin.

## Leben
Laumann, Tochter deutscher Auswanderer, begann 1976 mit dem Rudersport und gewann zusammen mit ihrer Schwester Danièle bei den Olympischen Spielen 1984 in Los Angeles die Bronzemedaille im Doppelzweier. Nach den Spielen von Seoul 1988 wechselte sie in den Einer und wurde 1990 Vizeweltmeisterin sowie 1991 in Wien Weltmeisterin.
Zwei Monate vor den Olympischen Spielen 1992 in Barcelona nahm sie in Essen an einer Regatta teil und wurde kurz vor dem Start vom Boot von Colin von Ettingshausen und Peter Hoeltzenbein gerammt. Sie zog sich einen Schienbeinbruch und schwere Muskelverletzungen zu und wurde in den folgenden Wochen fünf Mal operiert. Ende Juni nahm sie in einem speziell für sie konstruierten Boot wieder das Training auf und gewann in Barcelona die Bronzemedaille.
Bei der Schlussfeier trug sie die kanadische Flagge und errang vier Jahre später bei den Spielen von Atlanta die Silbermedaille.
1999 wurde Silken Laumann zusammen mit Kathleen Heddle vom Weltruderverband FISA mit der Thomas-Keller-Medaille ausgezeichnet.
Silken Laumann arbeitet als Journalistin und Schriftstellerin in Victoria, British Columbia.